# Blastacaena rugiceps
Blastacaena rugiceps är en insektsart som beskrevs av Maa 1963. Blastacaena rugiceps ingår i släktet Blastacaena och familjen Machaerotidae. Inga underarter finns listade i Catalogue of Life.